# Melanie Minichino
Melanie Minichino est une actrice de télévision et de cinéma et productrice américaine.

## Filmographie

### Actrice
- 2004 : FilmFakers (série télévisée) : M
- 2007 : The Sopranos (série télévisée) : Tara Zincone
- 2008 : New York, police judiciaire (Law & Order) (série télévisée) : Sara
- 2008 : Leeds Point : Stéphanie
- 2008 : Invisible Man (court métrage) : Danica
- 2008 : Z Rock (série télévisée) : Moonbeam
- 2009 : Under New Management : Maria
- 2010 : Gazingo (court métrage) : Michelle
- 2011 : The Maurizio Show (court métrage) : Maurizio
- 2011 : Star Wars: The Old Republic (jeu vidéo) : voix
- 2011 : Excuses for Jeff (court métrage) : Marisa
- 2012 : JustKiddingFilms (mini-série) : Vanessa
- 2012 : Jerry and Tom (court métrage) : Donna
- 2013 : Murder Police (série télévisée) : Mrs. Nun
- 2013 : Blue Collar Boys : Mrs. Steiner
- 2014 : Kung Fu Panda: Legends of Awesomeness (série télévisée) : Lian
- 2014 : Sunset Overdrive (jeu vidéo) (voix)
- 2014 : Sock Monkee Therapy (série télévisée) : Jennifer
- 2015 : Alto : Heather Del Vecchio
- 2015 : The Mr. Peabody & Sherman Show (série télévisée) : reine Isabelle
- 2015 : Halo 5: Guardians (jeu vidéo) : 031 Exuberant Witness
- 2015 : Bratz (série télévisée) : Raya
- 2016 : I Was a Teenage Wereskunk : adjoint Gary
- 2017- : Spider-Man (série télévisée d'animation) : Anya Corazon (voix)
- 2021 : Spidey et ses amis extraordinaires (Spidey and His Amazing Friends) : May Reilly Parker (voix)

### Productrice
- 2011 : The Maurizio Show (court métrage)